# Catherine Duprat
Pour les articles homonymes, voir Duprat.
Catherine Duprat, née en 1936, est une historienne française spécialiste de la Révolution française et de la philanthropie.

## Carrière universitaire
Professeur à l'université Paris I Panthéon Sorbonne, Catherine Duprat soutient en 1991 sa thèse intitulée « Le temps des philanthropes : la philanthropie parisienne des Lumières à la monarchie de Juillet, pensée et action » sous la direction de Maurice Agulhon. Cette somme, qui est une enquête très poussée sur le milieu des philanthropes, est publiée au cours des années suivantes sous la forme de plusieurs volumes.
Elle a longtemps secondé Michel Vovelle au sein de l'Institut d'histoire de la Révolution française, notamment pendant le bicentenaire de la Révolution. Elle prend sa succession en 1993 à la tête de l'Institut et de la chaire d'histoire de la Révolution française. Toutefois, elle laisse assez rapidement sa place à Jean-Clément Martin, en 2000, et met précipitamment fin à sa carrière, probablement à cause des dissensions au sein de l'Institut.

## Œuvres
- Le temps des philanthropes : la philanthropie parisienne des Lumières à la Monarchie de Juillet, Paris, Éd. du CTHS, 1993,  (ISBN 2735502775)
- Usage et pratiques de la philanthropie : pauvreté, action sociale et lien social, à Paris, au cours du premier XIXe siècle, Paris, Association pour l'étude de l'histoire de la sécurité sociale, 1996-1997  (ISBN 2905882360)